# نيل ارنديل
نيل ارنديل (بالإنجليزية: Neil Arndale)‏ هو لاعب كرة قدم بريطاني في مركز الدفاع، ولد في 26 أبريل 1984 في برستل في المملكة المتحدة. شارك مع منتخب إنجلترا تحت 16 سنة لكرة القدم. أما مع النوادي، فقد لعب مع نادي بريستول روفيرز.

## وصلات خارجية
- نيل ارنديل على موقع قاعدة بيانات كرة القدم.إي يو (الإنجليزية)
- نيل ارنديل على موقع Soccerbase.com (لاعب) (الإنجليزية)